# SD 10
La SD 10 era una bomba aeronautica a frammentazione da 10 kg in uso ai bombardieri della Luftwaffe che operarono nell'aeronautica militare tedesca durante la seconda guerra mondiale.
Veniva sganciata dai velivoli e arrivava sul bersaglio "in caduta libera".
La denominazione seriale delle bombe SD deriva dalla contrazione dei termini in lingua tedesca Splitterbombe Dickwandig, cioè bomba a frammentazione (Splitterbombe) a parete spessa (Dickwandig), e veniva seguita da un numero che ne indicava il peso espresso in chilogrammi.